# 亨利·克什林爵士
亨利·克什林爵士（英語：Sir Henry Clithering）是英國作家阿嘉莎·克莉絲蒂筆下的虛構人物，在《13個難題》首度登場。為退休的蘇格蘭警場局長，其教子德莫特·克拉多克也是蘇格蘭警場的督察。克什林爵士是瑪波小姐的老朋友，每當地方警察阻擾瑪波小姐查案時，克什林爵士都會盡可能地幫助她。

## 演員
- 1984年電視電影《藏書室的陌生人（英语：The Body in the Library (film)）》，由雷蒙·法蘭西斯（英语：Raymond Francis）飾演[3]。
- 2004年開始播出的電視劇《瑪波小姐探案》，由唐納·辛頓（英语：Donald Sinden）飾演[3]。